# Aloe melsetterensis
Aloe melsetterensis é uma espécie de liliopsida do gênero Aloe, pertencente à família Asphodelaceae.